# Keeling del Norte
Isla Keeling del Norte (en inglés: North Keeling Island) es un pequeño atolón, deshabitado de coral de unos 1,2  km², a unos 25 km al norte de la isla Horsburgh. Es el atolón más septentrional del archiìélago y del territorio australiano de las Islas Cocos (Keeling). Isla Keeling del Norte y el mar que la rodea a 1,5 km de la costa, forman el Parque nacional Pulu Keeling.
Keeling del Norte comprende una sola isla en forma de C, y un anillo atolón casi cerrado con una pequeña abertura en la laguna, de unos 50 metros de ancho, en el lado este. La laguna es de aproximadamente 0,5  km². La isla es el hogar de la única población sobreviviente de la especie endémica y en peligro de extinción,  Gallirallus philippensis andrewsi, así como de grandes colonias de cría de aves marinas.